# Mayer (Arizona)
Mayer és una població dels Estats Units a l'estat d'Arizona. Segons el cens del 2000 tenia 1.408 habitants.

## Demografia
Segons el cens del 2000, Mayer tenia 1.408 habitants, 585 habitatges, i 379 famílies La densitat de població era de 27,1 habitants/km².
Dels 585 habitatges en un 25,5% hi vivien nens de menys de 18 anys, en un 51,6% hi vivien parelles casades, en un 8,2% dones solteres, i en un 35,2% no eren unitats familiars. En el 27,5% dels habitatges hi vivien persones soles el 13,3% de les quals corresponia a persones de 65 anys o més que vivien soles. El nombre mitjà de persones vivint en cada habitatge era de 2,41 i el nombre mitjà de persones que vivien en cada família era de 2,94.
Per edats la població es repartia de la següent manera: un 23,7% tenia menys de 18 anys, un 5,8% entre 18 i 24, un 23,4% entre 25 i 44, un 28,3% de 45 a 60 i un 19% 65 anys o més.
L'edat mediana era de 44 anys. Per cada 100 dones de 18 o més anys hi havia 97,6 homes.
La renda mediana per habitatge era de 28.412 $ i la renda mediana per família de 33.988 $. Els homes tenien una renda mediana de 38.304 $ mentre que les dones 21.417 $. La renda per capita de la població era de 14.297 $. Aproximadament el 14,1% de les famílies i el 19,1% de la població estaven per davall del llindar de pobresa.

## Poblacions més properes
El següent diagrama mostra les poblacions més properes.